# Генрих де Бомон, 5-й граф Уорик
Генрих де Бомон (англ. Henry de Beaumont) или Генрих де Ньюбург (англ. Henry de Newburg; 1192 — 10 октября 1229), 5-й граф Уорик с 1203, английский военачальник, сын Валерана де Бомона, 4-го графа Уорика и Марджери д'Ойли, дочери Генриха д'Ойли из Хук-Нортона.

## Биография
В 1203 году, когда Генриху было 12 лет, его отец умер, и он был отдан на попечение Томасу Бассету, барону Хедингтона в Оксфордшира. Именно в это время, король Иоанн Безземельный захватил его поместья в Гауэре в Южном Уэльсе и передал их Уильяму де Браоз, 4-му лорду Брамбер. Это привело к постоянным спорам между последующими графами Уорик и домом де Браоз. Когда он достиг совершеннолетия он стал членом суда на стороне короля Иоанна и командовал королевской армией. Он боролся за Генриха III во время осады Монтсореля и Бихама и штурма Линкольна. В 1213 году он заплатил 204 марок и 8 шиллингов (щитовые деньги) за освобождение от военной службы в Уэльсе, а в следующем году заплатил 42 марки, чтобы не воевать в Пуату.
Генрих умер 10 октября 1229 года. Ему наследовал единственный сын Томас. Его дочь Маргарита Ньюбург была замужем два раза, но не оставила наследников. Титул перешел к потомкам отца Генриха Валерана.

## Брак и дети
Жена: Филиппа Бассет (умерла до 29 ноября 1265), дочь Томаса Бассета, лорда Хедингтона.
- Томас (1208—26 июня 1242), 6-й граф Уорик
- Маргарита Ньюбург (умерла 3 июня 1253), 7-я графиня Уорик; 1-й муж с до 23 августа 1242 — Джон Маршал IV (умер 3 октября/23 октября 1242), маршал Ирландии, граф Уорик по праву жены; 2-й муж с до 14 сентября 1243 — Жан дю Плесси (умер 25 февраля 1263), граф Уорик по праву жены